# William de Mandeville, 3. Earl of Essex
William de Mandeville, 3. Earl of Essex († 14. November 1189) war ein loyaler Berater der englischen Könige Heinrich II. und Richard I.
Er war der zweite Sohn von Geoffrey de Mandeville, 1. Earl of Essex (Haus Mandeville) und Rohese de Vere. Nach dem Aufstand und Tod seines Vaters wuchs William am Hof des Grafen von Flandern auf. Mit dem Tod seines älteren Bruders Geoffrey 1166 wurde er Earl of Essex und kehrte nach England zurück, wo er viel Zeit am Hof Heinrichs II. verbrachte.
1177 zog er gemeinsam mit einem Jugendfreund, Philipp von Flandern, auf Kreuzzug ins Heilige Land. Philipp wurde angeboten, die Regentschaft im Königreich Jerusalem zu übernehmen, dieser lehnte aber ab. Stattdessen nahmen sie für das Fürstentum Antiochia an der Belagerung von Harim teil. William kehrte im Herbst 1178 nach England zurück.
Am 14. Januar 1180 heiratete er Hawise, Tochter und Erbin von Wilhelm, Graf von Aumale, der im Jahr zuvor gestorben war. Er erhielt damit Zugriff auf ihr Land sowohl in England als auch der Normandie, sowie den Titel des Grafen von Aumale (oder Earl of Albemarle, wie er auch manchmal genannt wird).
William kämpfte in den Kriegen, die Heinrich II. gegen Ende seines Lebens in Frankreich führte, und begleitete den König auch in seinen letzten Tagen 1189. Bei der Krönung Richards I. hielt er die Krone und behielt auch seinen Platz am neuen Hof. Richard ernannte ihn zu einem von zwei Chief Justiciars von England. William starb einige Monate später in der Normandie.